# District Saldus
Het district Saldus (Saldus rajons) is een voormalig district in het westen van Letland, in de historische regio Koerland.
Het district werd opgeheven bij de administratief-territoriale herziening in 2009. Bij opheffing telde het district 36.300 inwoners; het had een grootte van 2182 km².
Bij de opheffing zijn op het gebied van het district de volgende gemeenten gevormd:
- Brocēnu novads
- Saldus novads